# Zlatý Bažant

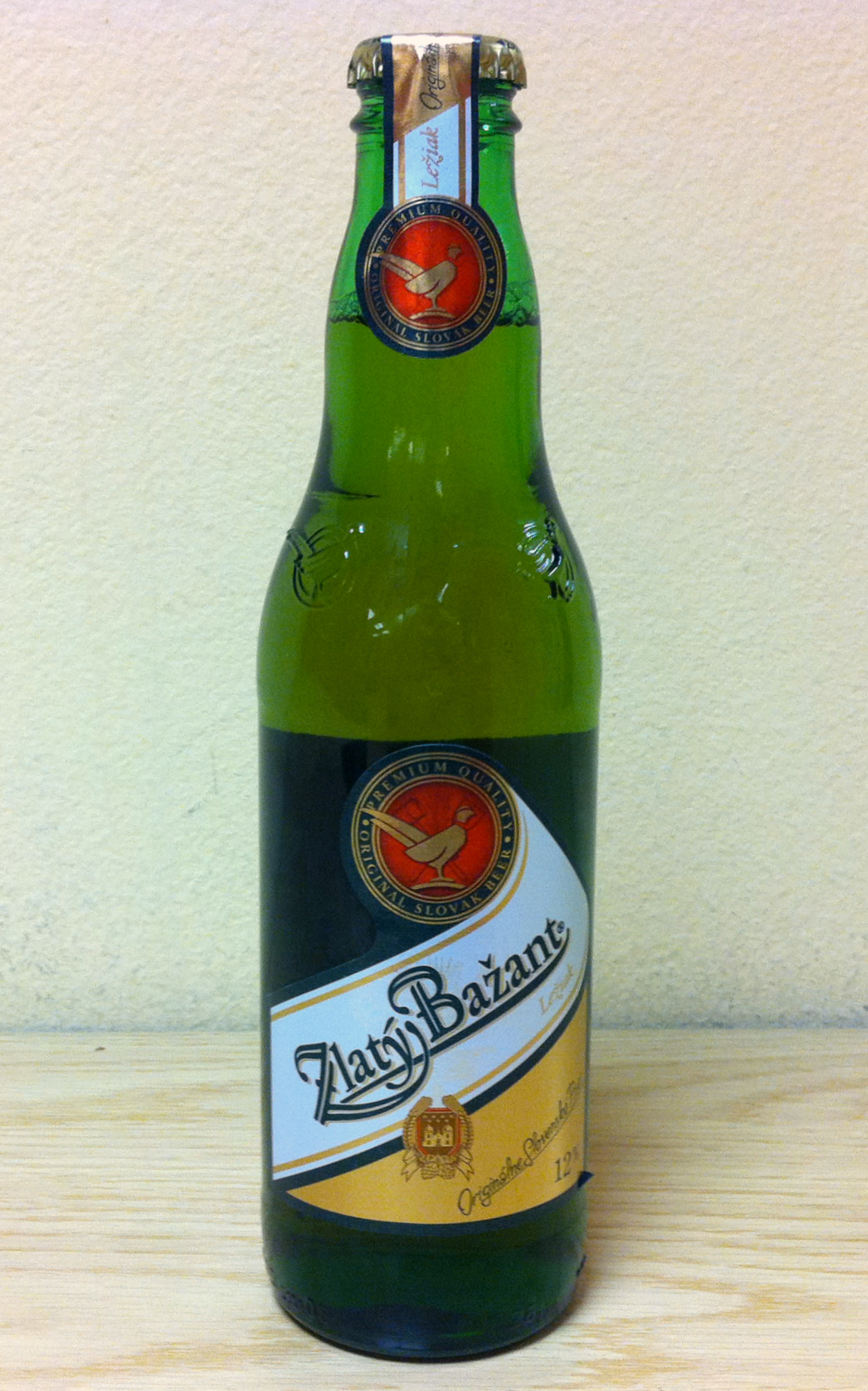
La birra Zlatý bažant 12 %

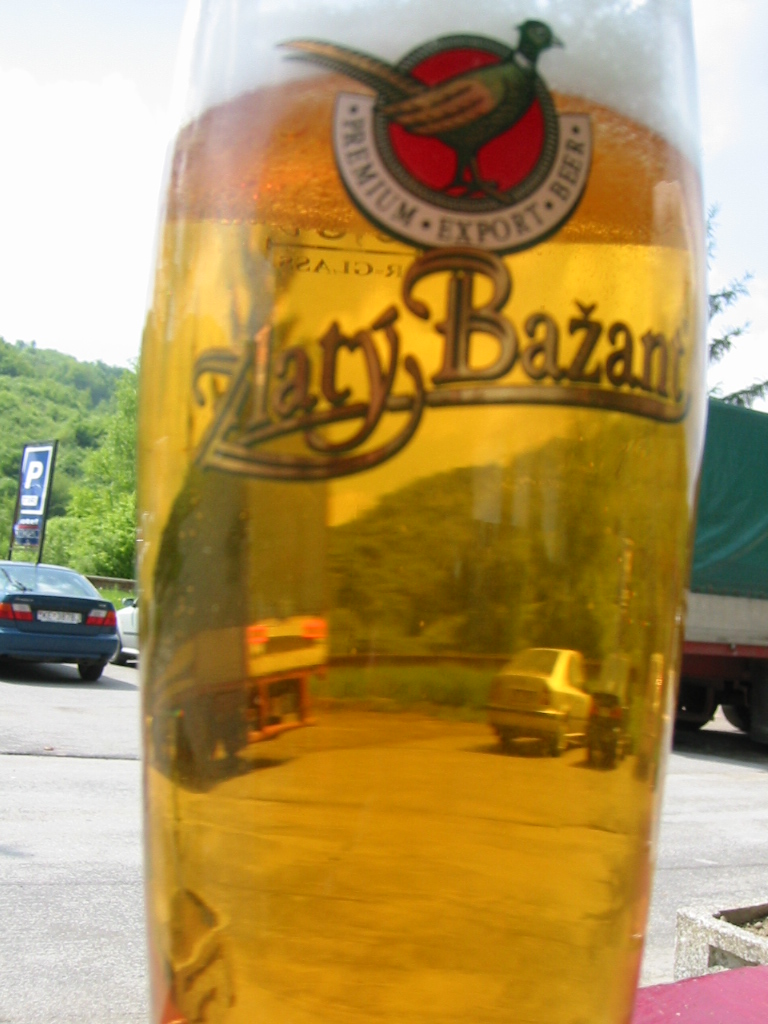
La birra Zlatý Bažant alla spina

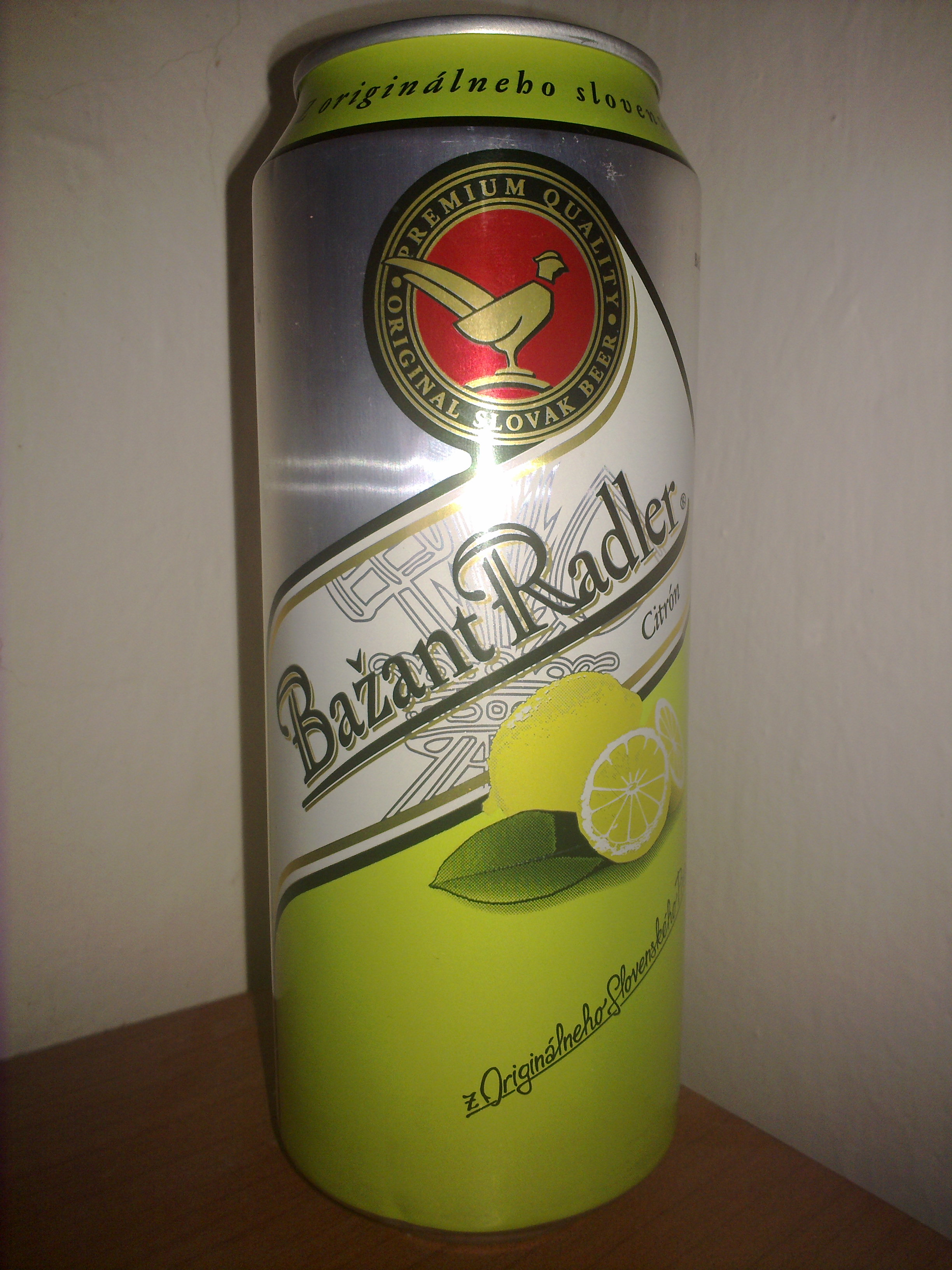
La birra Bažant Radler

Il Zlatý Bažant (in italiano Fagiano Dorato) è una marca di birra prodotta a birrificio Pivovar Hurbanovo. Il birrificio è di proprietà di Heineken Slovensko, a.s. che fa parte di uno dei più grandi gruppi di birra del mondo – Heineken N.V. appartenente al gruppo internazionale Heineken International.

## Storia
Zlatý Bažant iniziò a produrre birra poco dopo il completamento del Pivovar Hurbanovo nel 1969.  Il marchio è stato creato rinominandolo dal nome originale, che era birra Hurbanovské.  Il motivo di questo nome è l'abbondanza di fagiani intorno alla città di Hurbanovo. Il "zlatý bažant" (fagiano dorato) è un parente del nostro fagiano (in slovacco bažant) che vive principalmente in Cina ed è associato alla birra per il suo colore dorato.
Zlatý Bažant si guadagnò rapidamente molti estimatori e la sua popolarità crebbe non solo nel territorio della Cecoslovacchia, ma insieme a Plzenský Prazdroj e Budějovický Budvar ha preso una parte significativa nell'esportazione nazionale
Già nel 1971 la Zlatý Bažant veniva venduta anche in lattina, grazie alla prima linea nel territorio della Cecoslovacchia in grado di riempire la birra in lattina. Già negli anni ottanta Zlatý Bažant introdusse la birra analcolica Pito. Il fagiano dorato Nealko continua la sua tradizione oggi. Nel 2001, il marchio si è presentato con una nuovissima bottiglia verde dal design originale, cambiando il mercato unificato delle bottiglie di birra. Il 1º aprile 2011 è stato lanciato sul mercato Bažant Radler. Ad aprile 2016 hanno lanciato la birra Zlatý Bažant ´73, birra che si ispira alla più antica ricetta sopravvissuta della birra Zlatý Bažant di 16º aprile 1973.